# Ребров, Михаил Фёдорович
Михаил Фёдорович Ребро́в (3 июля 1931 года, Ленинград — 24  апреля 1998 года, Московская область) — советский инженер по авиационному спецоборудованию, кандидат в отряд космонавтов от Союза журналистов СССР, журналист и писатель. Опыта полёта в космос не имел.

## Биография
Михаил Ребров родился 3 июля 1931 года в Ленинграде в семье военного. Отец, когда Михаилу было 5 лет, уехал на войну в Испании, где в 1936 году получил звание Героя Республики Испания (в дальнейшем Ф. Н. Ребров принимал участие в Великой Отечественной войне, в отстваку вышел в звании генерал-майора с должности заместителя начальника Главного ракетно-артиллерийского управления Министерства обороны). После окончания средней школы Михаил поступил в Московский государственный технический университет имени Н. Э. Баумана на факультет ракетной техники, но после первого курса перевёлся в Военно-воздушную инженерную академию имени Н. Е. Жуковского, по окончании которой получил звание инженера-лейтенанта. Одновременно с этим окончил факультет журналистики Высшей партийной школы при ЦК КПСС. После окончания академии около года служил военным инженером по спецоборудованию в 49-м истребительном авиационном полку Московского округа ПВО.
В 1957 году стал корреспондентом, а затем и редактором отдела журнала «Вестник Воздушного Флота» (с 1962 года — «Авиация и космонавтика»). В 1964 году был переведён в газету «Красная звезда», где работал редактором отдела науки, техники и космонавтики, а также научным обозревателем до самой смерти.

### Космическая подготовка
В 1965 году, получив разрешение от Николая Петровича Каманина, занимавшимся отбором и подготовкой первых советских космонавтов, Михаил Ребров успешно прошёл медицинское обследование в рамках подготовки полёта журналиста в космос в группе совместно с Ярославом Головановым из газеты «Комсомольская правда» и Юрием Летуновым из «Всесоюзного радио». Согласно заключению Государственной межведомственной комиссии (ГМВК), был допущен к тренировкам и испытаниям. Однако после смерти в январе 1966 года Сергея Павловича Королёва, поддерживавшего идею полёта журналиста и в связи с задержками в строительстве новых многоместных кораблей «Союз», продолжения эта программа не получила.
В том же 1965 году участвовал в испытаниях системы ручного управления при моделировании возвращения на Землю со второй космической скоростью спускаемого аппарата лунного облётного корабля «Союз 7К-Л1» (11Ф91) по программе «УР500К-Л1».
В рамках набора по программе «Космос — детям» в декабре 1989 года Михаил Ребров прошёл первичный отбор в отряд космонавтов при Институте медико-биологических проблем РАН (ИМБП). В январе 1990 года начал проходить углублённое обследование в Центральном военном научно-исследовательском авиационном госпитале (ЦВНИАГ), но медицинская комиссия не допустила его к специальной подготовке.
Михаил Фёдорович скончался 24 апреля 1998 года, похоронен на Троекуровское кладбище в Москве.
За многолетнюю деятельность в области пропаганды отечественной космонавтики Михаил Ребров был награждён орденами «Трудового Красного Знамени», «Знак Почёта», Дружбы народов и двенадцатью медалями.
В 2017 году вдова Людмила Васильевна Реброва передала в московский Музей космонавтики уникальные письма из домашнего архива, полученные от читателей со всего СССР Михаилом Ребровым за 34 года его работы в отделе «Наука, техника и космонавтика» газеты «Красная звезда».